# Jiří Texl
Jiří Texl (* 3. ledna 1993) je český fotbalový záložník, který od roku 2021 působí v klubu FC Zbrojovka Brno. Hraje na postu krajního nebo středního záložníka.

## Kariéra
Pochází z Vladislavi na Třebíčsku. S fotbalem začínal v TJ Vladislav a poté hrál za HFK Třebíč. S profesionálním fotbalem začínal v B-mužstvu Sigmy Olomouc a Vítkovicích.
V roce 2020 hostoval v SFC Opava a v roce 2021 odešel na hostování do FC Zbrojovky Brno, posléze tam i přestoupil. Ve Zbrojovce se přesunul na pozici defenzivního záložníka a tento přesun byl jak hráčem, tak i komentátory dobře hodnocen. Dohodnul s vedením klubu na prodloužení smlouvy do roku 2026 a na tom, že začne trénovat mladší záložníky.

## Ligová bilance
| Ročník                               | Zápasy | Góly | Minuty | Klub                 |
| ------------------------------------ | ------ | ---- | ------ | -------------------- |
| MSFL 2014/15                         | 30     | 6    | 2590   | SK Sigma Olomouc „B“ |
| II. liga 2015/16                     | 26     | 1    | 2003   | SK Sigma Olomouc „B“ |
| II. liga 2016/17                     | 24     | 5    | 1761   | MFK Vítkovice        |
| I. liga 2017/18                      | 25     | 2    | 1101   | SK Sigma Olomouc     |
| I. liga 2018/19                      | 18     | 2    | 842    | SK Sigma Olomouc     |
| I. liga 2019/20                      | 13     | 0    | 275    | SK Sigma Olomouc     |
| I. liga 2019/20                      | 9      | 0    | 473    | SFC Opava            |
| MSFL 2019/20                         | 2      | 0    | 180    | SK Sigma Olomouc „B“ |
| I. liga 2020/21                      | 14     | 2    | 797    | FC Zbrojovka Brno    |
| I. liga 2021/22                      | 27     | 2    | 1772   | FC Zbrojovka Brno    |
| I. liga 2022/23                      | 29     | 1    | 2423   | FC Zbrojovka Brno    |
| I. liga 2023/24                      | 22     | 1    | 1591   | FC Zbrojovka Brno    |
| I. liga 2024/25                      |        |      |        | FC Zbrojovka Brno    |
| CELKEM I. LIGA                       | 157    | 10   | 9274   |                      |
| CELKEM II. LIGA                      | 50     | 6    | 3 764  |                      |
| CELKEM MSFL – III. LIGA (od 2014/15) | 30     | 6    | 2 590  |                      |